# Louise-Charlotte de Bourbon-Siciles
Pour les articles homonymes, voir Louise de Bourbon-Siciles et Bourbon-Siciles.
Louise-Charlotte de Bourbon-Siciles, née le 24 octobre 1804, morte le 29 janvier 1844, était la fille de François Ier des Deux-Siciles et de Marie-Isabelle d'Espagne.
Née Luisa Carlotta Maria Isabella di Borbone (Louise Charlotte Marie Isabelle de Bourbon), princesse royale de Naples et de Sicile, son titre fut changé le 18 décembre 1816 pour celui de princesse royale des Deux-Siciles après l'unification du royaume de Naples avec celui de Sicile. Elle épousa le 12 juin 1819 son oncle maternel, l'infant François de Paule de Bourbon, frère du roi d'Espagne Ferdinand VII.

## Action politique
Dotée d'un fort tempérament et d'une nature intrigante, l'infante Louise-Charlotte tint un rôle important à la cour d'Espagne, s'opposant à son beau-frère, l'infant Charles de Bourbon et à l'épouse portugaise de celui-ci, la princesse Marie-Françoise de Bragance. Elle s'associa notamment aux libéraux espagnols contre les absolutistes supportés par Don Carlos. Ses machinations politiques réussirent à faire marier sa sœur cadette Marie-Christine des Deux-Siciles à Ferdinand VII, puis à faire évincer Don Carlos de la succession royale au profit de sa nièce Isabelle II mais suscita une rivalité ouverte entre les différentes branches de la Maison Royale qui dégénéra en guerre dynastiques (Guerres carlistes) qui ruinèrent l'économie du pays et  engendrérent une grande instabilité politique.

## Descendance
De son union avec François de Paule de Bourbon naîtront: 
- François d'Assise d'Espagne (1820-1821),
- Isabelle-Fernande d'Espagne (1821-1897), en 1841 elle épousa le comte Ignace Gurowski,
- François d'Assise de Bourbon, il régna sur l'Espagne avec son épouse Isabelle II d'Espagne (postérité),
- Henri d'Espagne (1823-1870), duc de Cadix, en 1847 il épousa Hélène de Castellvi (postérité) et mourut à l'issue d'un duel,
- Louise-Thérèse d'Espagne (1824-1900), en 1847, elle épousa José Osorio de Moscoso,
- Édouard Félix d'Espagne (1826-1830)
- Joséphine-Fernande de Bourbon (1827-1910), en 1848, elle épousa José Güell y Rente
- Thérèse d'Espagne (1828-1829),
- Ferdinand-Marie d'Espagne (1832-1854),
- Marie-Christine d'Espagne (1833-1902), épousa en 1860, Sébastien d'Espagne (1811-1875),
- Amélie d'Espagne (1834-1905), en 1856, elle épousa Adalbert de Bavière (postérité).